# Indy Groothuizen
Indy Groothuizen (* 22. Juli 1996 in Alkmaar) ist ein niederländischer Fußballtorwart. Er war niederländischer Nachwuchsnationalspieler.

## Karriere

### Verein
Indy Groothuizen begann mit dem Fußballspielen bei AFC '34 und wechselte 2008 in die Nachwuchsakademie von Ajax Amsterdam. Nachdem er in den Saisons 2014/15 und 2015/16 insgesamt 14 Partien für die zweite Mannschaft „Jong Ajax“ absolviert hatte, wurde Groothuizen im August 2016 nach Dänemark an den FC Nordsjælland verliehen. Am 21. September 2016 absolvierte er am zehnten Spieltag der Superliga-Saison 2016/17 sein erstes Spiel in einer höchsten Spielklasse. Auch verletzungsbedingt absolvierte er lediglich zwölf Einsätze und belegte mit dem Verein in der Meisterrunde den fünften Platz. Ende August 2017 wechselte Groothuizen zu ADO Den Haag. Nachdem er bis einschließlich des 29. Spieltags in keiner Partie zum Einsatz gekommen war, absolvierte er nun bis zum Saisonende jedes Spiel und belegte mit dem Verein den siebten Tabellenplatz; in der folgenden Play-offs um die Teilnahme an der Qualifikation zur Europa League schied ADO Den Haag in der ersten Runde gegen Vitesse Arnheim aus. Im August 2018 wurde Groothuizen zum neuen Stammtorwart des Vereins bestimmt.

### Nationalmannschaft
Groothuizen absolvierte zehn Partien für die niederländische U-17-Nationalmannschaft sowie mindestens ein Spiel für die niederländische U-18. Am 11. November 2015 gelang ihm beim 2:2 im Testspiel in Znojmo gegen Tschechien kurz vor Schluss mit dem Tor zum Endstand sein erstes Tor für die U-20-Auswahl. Insgesamt kam Groothuizen für diese Altersklasse zu sechs Einsätzen. Am 12. Oktober 2018 lief er beim 3:0-Sieg im EM-Qualifikationsspiel in Riga gegen Lettland erstmals für die niederländische U-21-Nationalmannschaft auf.